# タジキスタン (小惑星)
タジキスタン (2469 Tadjikistan) は小惑星帯にある小惑星。タマラ・スミルノワがクリミア天体物理天文台で発見した。
当時はソビエト連邦の一部だったタジキスタンに因んで名付けられた。